# Giovanni Izzo
Giovanni Izzo (Bolonia, 1 de enero de 1998) es un deportista italiano que compite en natación. Ganó una medalla de bronce en el Campeonato Europeo de Natación en Piscina Corta de 2019, en la prueba de 4 × 50 m libre.

## Palmarés internacional
| Campeonato Europeo en Piscina Corta | Campeonato Europeo en Piscina Corta | Campeonato Europeo en Piscina Corta | Campeonato Europeo en Piscina Corta |
| Año                                 | Lugar                               | Medalla                             | Prueba                              |
| ----------------------------------- | ----------------------------------- | ----------------------------------- | ----------------------------------- |
| 2019                                | Glasgow (Reino Unido)               | Medalla de bronce                   | 4 × 50 m libre                      |